# Lashkar Gah
Pour les articles homonymes, voir Lashkar Gah (homonymie), Gah et Bost.
Lashkar Gah (لښکرګاه en pachto), autrefois appelée Bost, est une ville du Sud de l'Afghanistan et la capitale de la province d'Helmand. Elle est située dans le district éponyme de Lashkar Gah entre les rivières Helmand et Arghandab. Elle est reliée par des autoroutes à Kandahar à l'est, Zarandj à l'ouest et Hérat au nord-ouest. Le territoire est très aride. Cependant, il y a tout de même des fermes autour des rivières Helmand et Arghandab. L'aérodrome de Lashkar Gah y est situé sur la berge orientale de la rivière Helmand à cinq miles au nord de la jonction entre la rivière Helmand et la rivière Arghandab.
Le 13 août 2021, les talibans s'emparent de la ville de Lashkar Gah. C'est la quatorzième capitale provinciale contrôlée par les talibans depuis le début de leur offensive.

## Annexe